# 60. BAFTA-gála
A 60. BAFTA-gálát 2007. február 11-én tartotta a Brit film- és televíziós akadémia, melynek keretében a 2006. év legjobb filmjeit és alkotóit díjazta.

## Díjazottak és jelöltek
(a díjazottak félkövérrel vannak jelölve)

### Legjobb színész
Forest Whitaker – Az utolsó skót király
- Daniel Craig – Casino Royale
- Leonardo DiCaprio – A tégla
- Richard Griffiths – Osztályon felül
- Peter O’Toole – Vénusz

### Legjobb színésznő
Helen Mirren – A királynő
- Penélope Cruz – Volver
- Judi Dench – Egy botrány részletei
- Meryl Streep – Az ördög Pradát visel
- Kate Winslet – Apró titkok

### Legjobb animációs film
Táncoló talpak
- Verdák
- Elvitte a víz

### Legjobb operatőri munka
Az ember gyermeke – Emmanuel Lubezki
- Bábel – Rodrigo Prieto
- Casino Royale – Phil Meheux
- A faun labirintusa – Guillermo Navarro
- A United 93-as – Barry Ackroyd

### Legjobb jelmez
A faun labirintusa – Lala Huete
- Az ördög Pradát visel – Patricia Field
- Marie Antoinette – Milena Canonero
- A Karib-tenger kalózai: Holtak kincse – Penny Rose
- A királynő – Consolata Boyle

### Legjobb rendező
Paul Greengrass – A United 93-as
- Alejandro González Iñárritu – Bábel
- Martin Scorsese – A tégla
- Jonathan Dayton, Valerie Faris – A család kicsi kincse
- Stephen Frears – A királynő

### Legjobb vágás
A United 93-as – Clare Douglas, Christopher Rouse, Richard Pearson
- Bábel – Stephen Mirrione, Douglas Crise
- Casino Royale – Stuart Baird
- A tégla – Thelma Schoonmaker
- A királynő – Lucia Zucchetti

### Legjobb film
A királynő
- Bábel
- A tégla
- Az utolsó skót király
- A család kicsi kincse

### Alexander Korda-díj az év kiemelkedő brit filmjének
Az utolsó skót király
- Casino Royale
- Egy botrány részletei
- A királynő
- A United 93-as

### Legjobb nem angol nyelvű film
A faun labirintusa (El laberinto del fauno) • Mexikó
- Fekete Könyv (Zwartboek) • Hollandia
- Apocalypto • Amerikai Egyesült Államok
- Ifjú lázadók (Rang De Basanti) • India
- Volver • Spanyolország

### Legjobb smink
A faun labirintusa – José Quetglas, Blanca Sànchez
- Az ördög Pradát visel – Nicki Ledermann, Angel De Angelis
- Marie Antoinette – Jean-Luc Russier, Desideria Corridoni
- A Karib-tenger kalózai: Holtak kincse – Ve Neill, Martin Samuel
- A királynő –  Lucia Zucchetti

### Legjobb filmzene (Anthony Asquith-díj a legjobb filmzenének)
Bábel – Gustavo Santaolalla
- Casino Royale – David Arnold
- Dreamgirls – Henry Krieger
- Táncoló talpak – John Powell
- A királynő – Alexandre Desplat

### Legjobb díszlet
Az ember gyermeke – Jim Clay, Geoffrey Kirkland, Jennifer Williams
- Casino Royale – Peter Lamont, Lee Sandales, Simon Wakefield
- Marie Antoinette – KK Barrett, Véronique Melery
- A faun labirintusa –  Eugenio Caballero, Pilar Revuelta
- A Karib-tenger kalózai: Holtak kincse – Rick Heinrichs, Cheryl A Carasik

### Legjobb adaptált forgatókönyv
Az utolsó skót király – Peter Morgan, Jeremy Brock
- Casino Royale – Neal Purvis, Robert Wade, Paul Haggis
- A tégla – William Monahan
- Az ördög Pradát visel – Aline Brosh McKenna
- Egy botrány részletei – Patrick Marber

### Legjobb eredeti forgatókönyv
A család kicsi kincse – Michael Arndt
- Bábel – Guillermo Arriaga
- A faun labirintusa – Guillermo Del Toro
- A királynő – Peter Morgan
- A United 93-as – Paul Greengrass

### Legjobb hang
Casino Royale – Chris Munro, Eddy Joseph, Mike Prestwood Smith, Martin Cantwell, Mark Taylor
- Bábel – José García, Jon Taylor, Chris Minkler, Martín Hernández
- A faun labirintusa – Martín Hernández, Jamie Bashkt, Miguel Polo
- A Karib-tenger kalózai: Holtak kincse – Christopher Boyes, George Watters II, Paul Massey, Lee Orloff
- A United 93-as – Chris Munro, Mike Prestwood Smith, Douglas Cooper, Oliver Tarney, Eddy Joseph

### Legjobb férfi mellékszereplő
Alan Arkin – A család kicsi kincse
- James McAvoy – Az utolsó skót király
- Jack Nicholson – A tégla
- Leslie Phillips – Vénusz
- Michael Sheen – A királynő

### Legjobb női mellékszereplő
Jennifer Hudson – Dreamgirls
- Emily Blunt – Az ördög Pradát visel
- Abigail Breslin – A család kicsi kincse
- Toni Collette – A család kicsi kincse
- Frances de la Tour – Osztályon felül

### Legjobb vizuális effektek
A Karib-tenger kalózai: Holtak kincse – John Knoll, Hal Hickel, Charles Gibson, Allen Hall
- Casino Royale – Steve Begg, Chris Corbould, John Paul Docherty, Ditch Doy
- Az ember gyermeke – Frazer Churchill, Tim Webber, Michael Eames, Paul Corbould
- A faun labirintusa – Edward Irastorza, Everett Burrell, David Marti, Montse Ribe
- Superman visszatér – Mark Stetson, Neil Corbould, Richard Hoover, Jon Thum

### Legjobb animációs rövidfilm
Guy 101
- Dreams and Desires - Family Ties
- Peter and the Wolf

### Legjobb rövidfilm
Do Not Erase
- Care
- Cubs
- Hikikomori
- Kissing, Tickling and Being Bored

### Kiemelkedő debütálás brit rendező, író vagy producer részéről
Andrea Arnold - Red Road (rendező)
- Julian Gilbey - Rollin' with the Nines (rendező)
- Christine Langan - Pierrepoint (producer)
- Gary Tarn - Black Sun (rendező)
- Paul Andrew Williams - Londonból Brightonba (rendező)

### Orange Rising Star-díj
Eva Green
- Emily Blunt
- Naomie Harris
- Cillian Murphy
- Ben Whishaw

### Kiemelkedő brit hozzájárulás a mozifilmekhez
Nick Daubney